# Villa Matschatsch

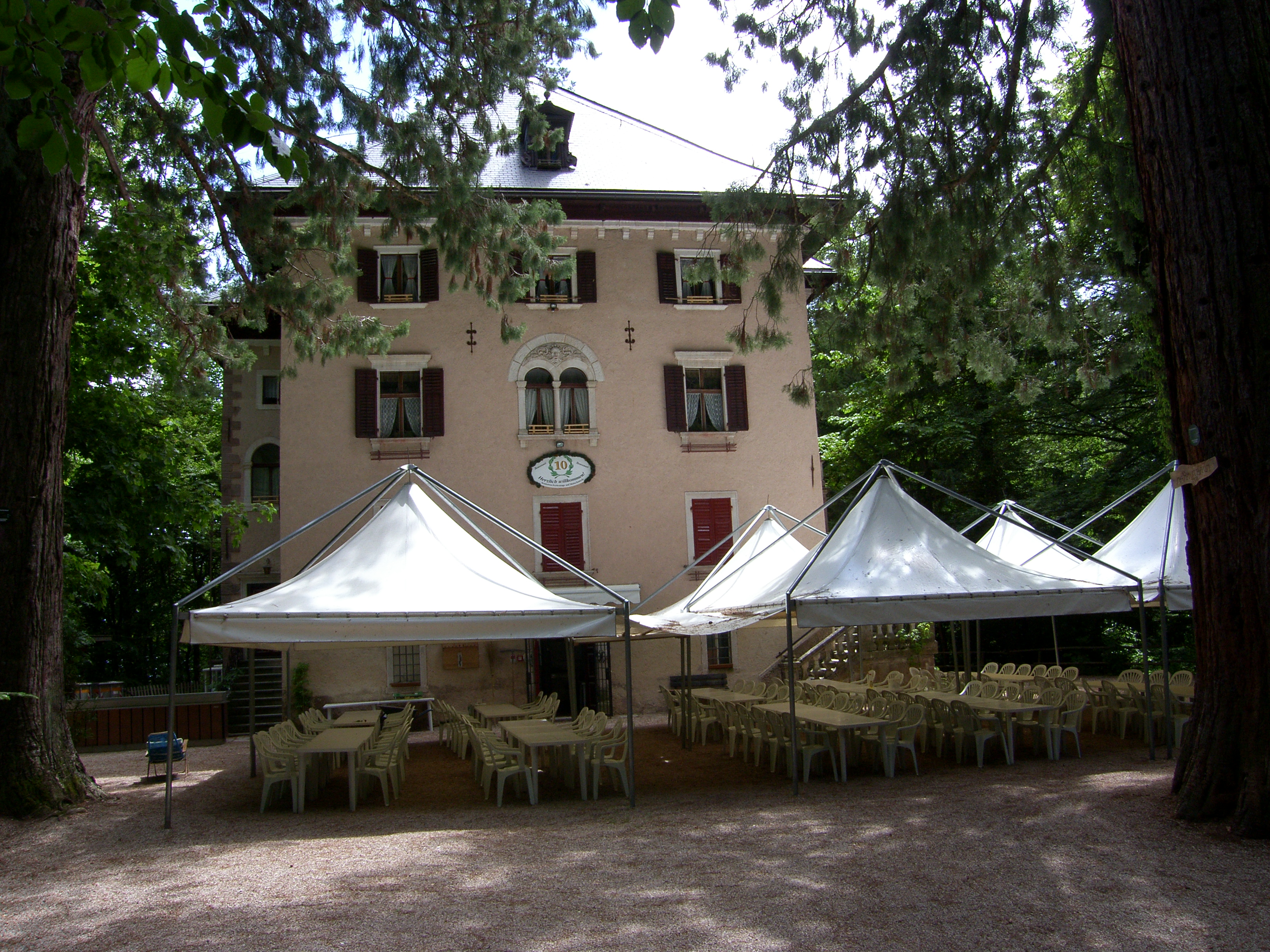
Villa Matschatsch, Nordansicht

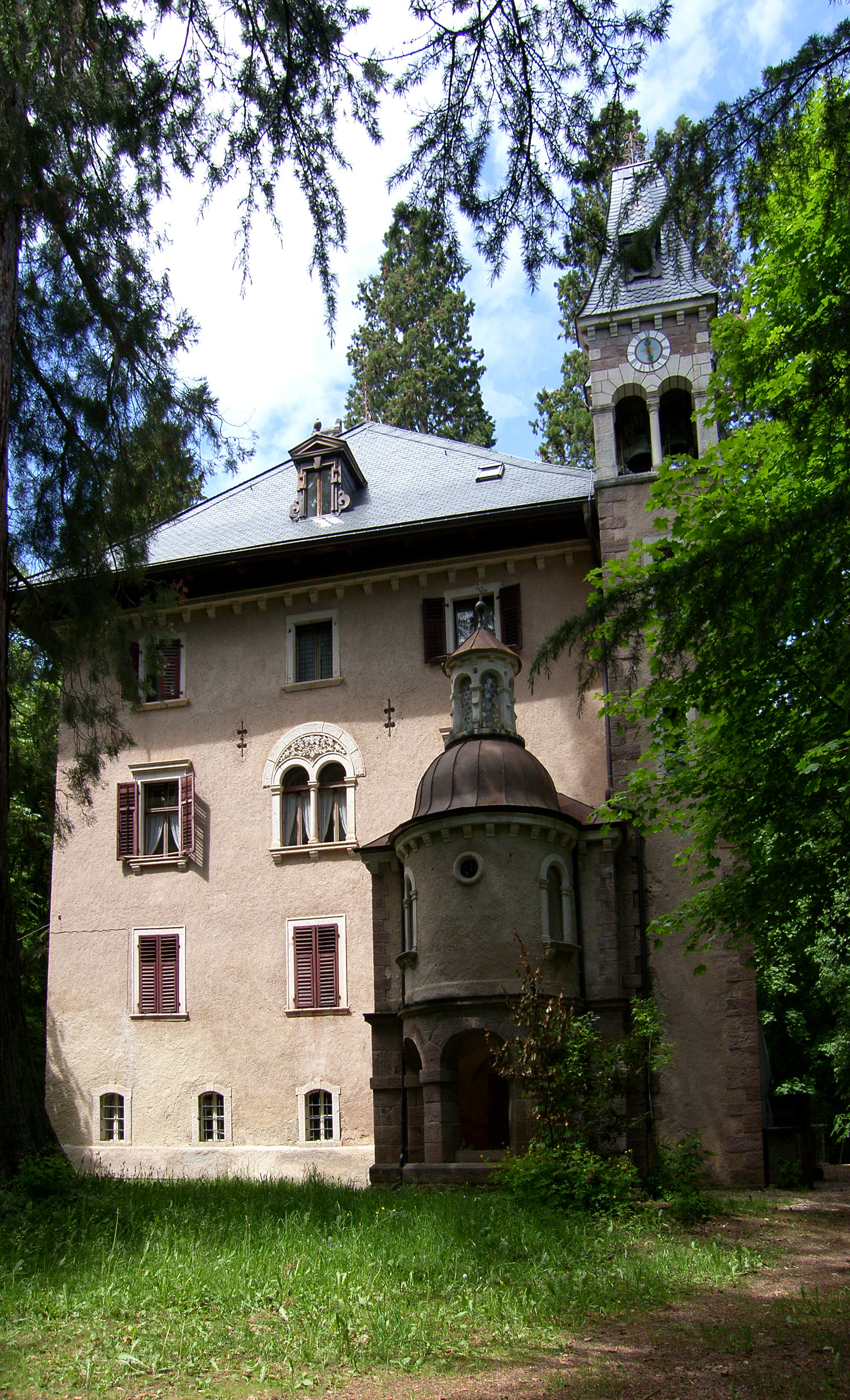
Villa Matschatsch, Südansicht mit angebauter Kapelle

Die Villa Matschatsch (auch Schloss Matschatsch) befindet sich in Südtirol im Gebiet der Gemeinde Eppan, südwestlich von Bozen. Die Villa liegt auf 887 m s.l.m. Höhe an der Mendelpassstraße (SS 42), nach Kehre Nr. 5 oberhalb des Gandbergs.

## Geschichte
Im 16. Jahrhundert gehörte das Gebäude einem gewissen Matheis Pernstich, der es wahrscheinlich an die Fuchs von Fuchsberg verkaufte.
Im 18. Jahrhundert wird die Familie Franzin als Besitzer genannt, ab 1806 die Schasser von Kaltern. Diese bauten das Anwesen zur Sommervilla aus. 1887 war die Anlage im Besitz der Di Pauli. Diese bauten das Anwesen erneut um und benutzten es als Sommerresidenz.
1953 erwarb die Gemeinde Eppan die Villa und baute sie aus.

## Baustil und Besonderheiten
Die Villa Matschatsch wurde während der Umbauarbeiten Ende des 19. Jahrhunderts historistisch im Überetscher Stil umgestaltet. An der südlichen Seite schmückt eine kleine halbrunde Kapelle mit Kuppel und Laterne die Front. Um die Villa befinden sich einige Mammutbäume aus dem Jahr 1908, die mittlerweile als Naturdenkmäler gekennzeichnet sind und mit bis zu 50 m Höhe das Gebäude sowie die umstehenden Bäume deutlich überragen.